# 더글러스 슬로컴
더글러스 슬로컴(영어: Douglas Slocombe, OBE, 1913년 2월 10일 ~ 2016년 2월 22일)은 잉글랜드의 촬영 감독이다.
1963년 《하인》, 1974년  《위대한 개츠비》, 1977년 《줄리아》로 영국 아카데미 촬영상을 3회 수상했다.
또한, 《인디아나 존스》 영화 시리즈 세 작품의 촬영 감독을 맡은 것으로도 잘 알려져 있다.

## 영화
- 친절한 마음과 화관
- 라벤더 힐 몹
- 서커스 오브 호러
- 박쥐성의 무도회
- 겨울의 라이온
- 이탈리안 잡 (1969년 영화)
- 지저스 크라이스트 슈퍼스타 (영화)
- 위대한 개츠비 (1974년 영화)
- 롤러볼 (1975년 영화)
- 줄리아 (영화)
- 레이더스 (영화)
- 007 네버 세이 네버 어게인
- 인디아나 존스: 미궁의 사원
- 레이디 제인 (1986년 영화)
- 인디아나 존스: 최후의 성전

## 서훈
- 2008년 대영 제국 훈장 4등급(OBE) 수훈[1]